# Zuccalmaglio (äpple)
Zuccalmaglio är en äppelsort som härstammar från Tyskland 1878 och är en korsning mellan ananasrenett och purpurrött agatäpple utförd av Diedrich Uhlhorn.
Grön grundfärg. Rödbrun täckfärg över halva äpplet. Skördas i oktober. Ätes i november-mars. Diploid. Kan få fruktträdskräfta. Typisk storlek: bredd 65-67 mm, höjd 62-67 mm. C-vitamin 8 mg/100 gram. Syra 1%. Socker 14,5%. Denna sort måste ofta kartgallras.
Sorten började att säljas i Sverige år 1925 av Ramlösa Plantskola.